# تاكيس فيساس

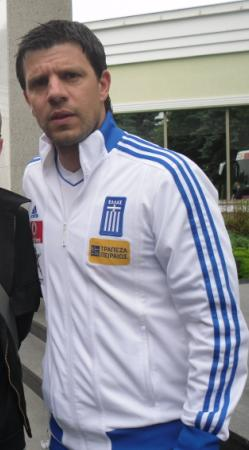
تاكيس فيسساس كعضو في فريق العمل الوطني اليوناني لكرة القدم خلال يورو 2012

تاكيس فيسساس (باليونانية: Τάκης Φύσσας) من مواليد 12 يونيو 1973) هو لاعب كرة قدم يوناني محترف سابق لعب كظهير أيسر. يعمل كمدير رياضي للمنتخب اليوناني وكان سابقاً يعمل في منصب المدير الفني لأقسام الشباب في باناثينايكوس.
من 1999 إلى 2007 ، خاض 60 مباراة دولية مع منتخب اليونان. كان جزءًا من الفريق الذي فاز ببطولة أوروبا 2004 .

## مرتبة الشرف
بانيونيوس
- كأس اليونان : 1997-1998

باناثينايكوس
- كأس اليونان : المركز الثاني 1998-1999

بنفيكا
- الدوري الممتاز : 2004-05
- Taça de Portugal : 2003–04
- Supertaça Cândido de Oliveira : الوصيف 2004

قلوب
- كأس اسكتلندا : 2006

اليونان
- بطولة أمم أوروبا لكرة القدم : 2004